# Blumenbecker
Blumenbecker GmbH & Co. KG ist eine deutsche Unternehmensgruppe, die in den fünf Unternehmensbereichen Automatisierungstechnik, Engineering, Industriehandel, Industrieservice und Technik tätig ist. Sitz der betriebsführenden Holding B+M Blumenbecker GmbH ist Beckum in Nordrhein-Westfalen. Geschäftsführer sind Caren Borges, Harald Golombek, Olaf Lingnau.
Die Unternehmensgruppe entstand aus einer 1922 in Beckum von Theodor Blumenbecker gegründeten und später von seinem Sohn übernommenen Ankerwickelei, die Elektromotoren und Maschinen reparierte und Licht- und Kraftstromanlagen installierte, einem 1954 von seiner Tochter Marianne eröffneten Elektrogroßhandel in Ahlen sowie der 1964 erfolgten Angliederung eines Ingenieurbüros und eines Fertigungsbetriebs für Schaltanlagen. Die Teilunternehmen fusionierten 1966 zur Blumenbecker KG. 1982 wurde das Unternehmen aufgeteilt in die Besitzgesellschaft Blumenbecker KG und die Betriebsgesellschaft B+M Blumenbecker GmbH. Seit einer Umstrukturierung 2004 ist die Unternehmensgruppe in insgesamt 20 weitgehend eigenständigen Gesellschaften an zahlreichen Standorten in Deutschland, Polen, der Slowakei, Tschechien, Indien, den USA und der Volksrepublik China vertreten.
Die Gruppe beschäftigt heute mehr als 1.100 Mitarbeiter und erzielte im Jahr 2021 einen Gesamtumsatz von rund 186 Mio. Euro.

## Tochtergesellschaften
In Deutschland:
- Blumenbecker Automatisierungstechnik GmbH (Beckum, Dortmund)
- Blumenbecker System-Engineering GmbH (Braunschweig)
- Blumenbecker Industriebedarf GmbH (Beckum, Hagen,[4] Iserlohn, Lippstadt, Münster, Soest, Oberhausen,[5] München,[6] Rheda-Wiedenbrück[7])
- Blumenbecker Industrie-Service GmbH (Beckum, Bremen, Hamburg, Iserlohn, Langenhagen, Oberhausen, Osnabrück)[8]
- Blumenbecker Technik GmbH (Bad Lauchstädt, Chemnitz, Rüdersdorf bei Berlin, Zeitz)

Weitere Gesellschaften bestehen in Polen (Kattowitz, Krakau, Oppeln), Tschechien (Prag, Přerov, Pilsen), der Slowakei (Bratislava), China (Shanghai, Tianjin), in Russland (Kaluga), sowie in den USA (New York) und in Indien (Pune).

## Geschäftsbereiche
- Automatisierungstechnik[9]: Der Unternehmensbereich Automatisierungstechnik bietet die Umsetzung industrieller Automatisierungsprojekte für den Maschinen- und Anlagenbau mit Beratung, Projektierung, Engineering, Programmierung, Schaltanlagenbau sowie Montage und Inbetriebnahme weltweit. In eigenen Werken werden Schaltschränke in Einzel und Serienfertigung nach unterschiedlichen nationalen und internationalen Normen hergestellt.
- Engineering:[10] Der Unternehmensbereich Engineering ist spezialisiert auf die elektrische Automatisierung von großen Einmalprojekten, unter anderem in der Förder-, Lackier- und Schweißtechnik und bei Roboteranwendungen. Das Leistungsspektrum umfasst die Planung von Automatisierungslösungen, die Offline-Programmierung von Robotern, die Beschaffung bzw. Konstruktion der erforderlichen Hardware, die SPS-Programmierung sowie die weltweite Inbetriebnahme vor Ort. Ein Schwerpunkt der Leistungen ist die Robotik in Verbindung mit Machine Vision, der Konstruktion und dem Bau spezifischer Roboterwerkzeuge und der Entwicklung eigener Software.
- Industriehandel:[11] Der Unternehmensbereich Industriehandel vertreibt Produkte für Industrie und Handwerk, sowohl über eigene Niederlassungen als auch über das Internet (E-Procurement). Das Angebot umfasst Handwerkzeuge ebenso wie Werkzeugmaschinen. Im Zentrallager in Beckum werden über 25.000 Artikel vorgehalten.
- Industrieservice:[12] Der Unternehmensbereich Industrieservice ist spezialisiert auf die Wartung, Prüfung, Modernisierung und Instandhaltung von Kranen, elektrischen Maschinen, Industrierobotern, Toren und Verladerampen sowie anderen industriell genutzten Maschinen und Anlagen. Die vom Gesetzgeber vorgeschriebenen Prüfungen werden von eigenen Sachverständigen durchgeführt. In einem eigenen Trainingszentrum werden zudem Schulungen an Industrierobotern durchgeführt.
- Technik:[13] Der Unternehmensbereich Technik konstruiert, baut und liefert Flughafenbodengeräte sowie Ausrüstungen für Eisenbahnwerke und bietet Wartung und Service für Krane, Tore und Hebezeuge.